# Chemin de l’Île
Le chemin de l’Île (anglais : Island Walk) est un sentier de 700 kilomètres qui fait le tour de l'Île-du-Prince-Édouard, Canada. Conçu par le résident et randonneur Bryson Guptill et inauguré en 2020, le parcours pédestre et cyclable est divisé en 32 segments,,.